# Lorelei (Lied)
Lorelei  ist ein Lied der Band Theatre of Tragedy, das die Gruppe 1998 auf ihrem dritten Album Aégis veröffentlichte.

## Hintergrund und Veröffentlichungen
Nachdem Sängerin Liv Kristine Espenæs ihr Solodebüt Deus Ex Machina 1998 veröffentlichte und der Gruppe mit Tommy Lindal und Geir Flikkeid zwei Gitarristen fehlten, kamen kurzzeitig Gerüchte um die mögliche Trennung von Theatre of Tragedy auf. Entgegen der Gerüchte ersetzten Frank Classen und Tommy Olsson die fehlenden Gitarristen. Insbesondere Olsson brachte sich prägend ins Songwriting ein, produzierte und komponierte einen Großteil des gesamten Albums Aégis.
Lorelei entstand in der Ausarbeitung des Studioalbums. Eine exakte Angabe zu den Anteilen am Songwriting des Stücks fehlt. Den Text von Lorelei schrieb Raymond István Rohonyi, die Musik schrieb die Band nach Angaben des Begleitheftes gemeinschaftlich. Zur Aufnahme des Stücks bestand Theatre of Tragedy neben dem Sänger Rohonyi und seiner Duettpartnerin Espenæs, den Gitarristen Claussen und Olsson aus dem Bassisten Eirik T. Saltrø, dem Schlagzeuger Hein Frode Hansen sowie dem Keyboarder Lorentz Aspen. Die Aufnahmen fanden im Woodhouse Studios in Hagen im Frühjahr 1998 statt. Die Produktion übernahm Pete Coleman. Für die Tontechnik brachten sich neben Colemann Matthias Klinkmann und Siggi Bemm ein. Coleman und Klinkmann mischten das Stück ab. Bemm übernahm das Mastering der Aufnahme. Das Stück erschien am 18. August 1998 als zweites Stück des dritten Albums der Band (Katalognummer: MAS CD0159). Eine Single wurde nicht Veröffentlicht.
Das Stück erlangte dennoch hohe Beliebtheit in der Anhängerschaft der Band, es wurde auf den Kompilationen Inperspective und Remixed in einer von Icon of Coil überarbeiteten Variante präsentiert, ein fester Bestandteil des Live-Repertoire der Gruppe und entsprechend Teil der Live-Alben Closure: Live und Last Curtain Call.

## Musik und Text
Lorelei wurde im 4/4-Takt und im Grundton G-Dur bei einem Tempo von 130 BpM geschrieben. Das Stück gilt als stimmungsvoll, besonders energiegeladen und einigermaßen tanzbar. Dabei distanziert sich Theatre of Tragedy auf Aégis „fast komplett [vom] Metal“ und agiert in dem zügigen Stück im düsteren Spektrum der Rockmusik mit gemäßigt produzierten Gitarren, einer reduzierten Härte und hervorstehender Atmosphäre. Das Stück fügt sich auch thematisch in das Albumkonzept von Aégis. Dem Album liegen Beschäftigungen mit unterschiedlichen Archetypen von Weiblichkeit zugrunde. Das Stück befasst sich mit der gleichnamigen Figur der Sage. Jener Lorelei aus der deutschen Folklore, die mit ihrem Gesang Seeleute ins Verderben lockte.
Das Stück ist als Erkundung unerwiderter Liebe und des Schmerzes über den Verlust verfasst. Verfasst in dem Bemühen um die im Frühwerk der Gruppe üblichen frühneuenglischen Sprache und angereichert mit mythologischen Anspielungen handelt das Stück von „Verführung, Sehnsucht und unvermeidlichem Herzschmerz.“ Der dialogisch vorgetragene Text stellt den männlichen Part als einen Dichter vor, der zutiefst in die Lorelei verliebt ist, ihre bekundete Zuneigung allerdings als ein Spiel und einen Versuch ihn in die Verzweiflung zu locken wähnt. Dabei ist der Text darum bemüht die Lorelei vielschichtig und sowohl als wilden, aufbrausenden Geist als auch als süßes, unschuldiges Mädchen darzustellen. Gerade diese Dualität erschwert dem Dichter die Lorelei zu erfassen oder zu verstehen. So beklagt er seine unerfüllte Liebe und damit verbundene emotionale Qualen und beschreibt seine Bemühungen, ihre Zuneigung zu gewinnen, als „tragische Pasquinade“, ein vergebliches Werben, dass sich dem Spott preis gibt. Dabei wähnt er sich selbst bedeutungslos gegenüber der Lorelei und stellt sein Recht in Frage, die rätselhafte Figur überhaupt zu lieben. Der Refrain unterstreicht seine Verzweiflung und die tiefe Wirkung seiner unerwiderten Liebe.

„Lorelei

Canst thou not see thou to me needful art?

Canst thou not see the loss of loe painful is?“

„Lorelei
 
Siehst du nicht, dass ich dich nötig habe?

Siehst du nicht, dass der Verlust der Liebe schmerzlich ist?“